# アクターズプレイハウス
アクターズプレイハウスとは、東京都杉並区に存在する、プロの俳優 ・声優・ボーカリスト・司会者等を育成する芸能養成所。代表は茂賢治。通称「APH」（エー・ピー・エイチ） 

## 歴史
- 代表の茂賢治が演技システムの勉強の為3年間オーストラリア・アメリカにて勉強し、帰国。1995年にアクターズ・プレイ・ハウスを設立。
- 最初はプロを対象としたマンツーマンレッスンのみを行っていた。
- 各プロダクションからデビュー前のタレントを預り、3～6カ月間の集中トレーニングを行い、デビューさせていた。その後、一般にも門戸を開放した。

## 概要
- 養成期間は特になし。3カ月間（延長される場合もある）のテスト生期間を経て、審査に合格すると正式メンバーとして参加できる。
- クラスは「ボイスクラス」「演技クラス」に分かれており、月謝制。クラスは月単位で変更が可能。
- 2011年より「通信クラス」が開始。